# Sacca Sessola
Sacca Sessola est une île de la lagune de Venise, en Italie. Elle est aussi connue sous le nom d'île des Roses. C'est l'une des plus grandes (16,03 hectares) et la plus jeune des îles de la lagune de Venise. 

## Description
C'est une île artificielle, construite dans la partie sud de la lagune, sur Codas de Reziol, une branche du Canale Rezzo, de 1870. Le matériel provient des travaux de creusement du port commercial de Santa Marta. La Sacca Sessola a été utilisée comme dépôt de carburant, puis convertie à des fins agricoles notamment en vergers et en vignobles.

## Histoire
- 1860/1870 - L'île a été créée artificiellement, par l'apport des déblais récupérés lors du creusement des canaux de la gare maritime[1]. Dépendant initialement de l'administration royale, elle a été donnée à la ville de Venise avec un accord signé le 2 juillet, 1875.
- 1898 - Projet d'établir un hôpital pour les maladies contagieuses endémiques.
- 1904 - Certains bâtiments sont rénovés et convertis pour une utilisation hospitalière.
- 1909 - fin des travaux de rénovation.
- 1913 - La maison du directeur est construite dans le style roman. Les travaux agricoles prennent de l'ampleur. Après la fin de l'épidémie de choléra de 1911, il a été décidé de modifier la destination de la structure.
- 1914 - Inauguration de l'hôpital San Marco pour le traitement de la tuberculose pulmonaire, où sont transférés les malades jusque-là admis à Santa Maria della Grazia. Pendant la Première Guerre mondiale, le sanatorium, cependant, est resté fermé, et ne sera rouvert qu'en 1920.
- 1921 - Une église est  construite en style néo-roman.
- 1923 - Construction d'un pavillon de loisir.
- 1927 - La Ville de Venise fait don de l'île à une entité d'État (le futur INPS), pour que soit construit un nouvel hôpital de 300 places.
- 1931 - Début des travaux de la construction du bâtiment, qui abritera le nouvel institut.
- 1936 - Inauguration par le roi Vittorio Emanuele III de l'Hôpital de Pneumologie Achille De Giovanni. Autour des pavillons ont été réalisés : le grand parc, la centrale thermique, les magasins, les ateliers, le club de loisirs avec le cinéma et le château d'eau[1].
- 1979 - L'Hôpital cesse ses activités et commence un lent processus d'abandon et de délabrement.
- 1981 - La propriété de l'île est transférée à la Ville, avec la contrainte de la destination de la marchandise à l'USSL compétente.
- 1992 - Le conseil municipal de Venise confie l'île au Centre International des Sciences et Technologies marines de l'UNESCO, qui mène des recherches dans le domaine des sciences et technologies marines.
- 2000 - L'île est vendue à une société multinationale en vue de sa transformation en complexe hôtelier[1].
- 2015 - Ouverture du JW Marriott Venice Resort & Spa, hôtel de 250 chambres et suites.